# KV39
KV39 är en grav i södra delen av Konungarnas dal utanför Luxor i Egypten. KV22 är en tänkbar begravningsplats för farao Amenhotep I som avled 1504 f.Kr. under Egyptens artonde dynasti. KV39 är placerad längst söder ut av gravarna i Konungarnas dal, bakom Deir el-Bahri
Gravens layout har modifierats två gånger och innehåller två eller tre gemensamma gravar. I första etappen hade KV 39 en gravkammare som nåddes genom ett vertikalt schakt. I andra etappen grävdes en ca 24 m lång korridor mot söder ner till en andra gravkammare. Etapp två blir aldrig helt färdigställd. Layouten av andra etappen har stora likheter med gravarna TT320 och TT358. I den tredje etappen byggdes en trappa ner till graven som ersatte det tidigare vertikala schaktet. Under tredje etappen byggdes även en ytterligare ca 45 m lång korridor mot öster till en gravkammare. Den tredje och östra etappen har likheter med graven KV32, och de uppfördes sannolikt vid samma tid.
Arkitekturen och de upphittade artefakterna indikerar att KV39 ursprungligen tillhörde en drottning från den tidigare delen av artonde dynastin, och troligast Ahmose-Inhapi. Utbyggnaden av tredje etappen öster ut är en tänkbar anpassning för att även farao Amenhotep I begravts i KV39. Amenhotep I:s mumie hittades 1881 i TT320.
KV39 hittades år 1900 och har grävts ut vid flera olika tillfällen. Det finns inga synliga dekorationer i graven.